# Wheeler (Teksas)
Wheeler je grad u američkoj saveznoj državi Teksas. Prema popisu stanovništva iz 2010. u njemu je živjelo 1.592 stanovnika.